# حكومة بلخادم الثانية
حكومة بلخادم الثانية حكومة جزائرية تقلدت السلطة من 4 جوان 2007 إلى غاية 23 جوان 2008. تم تعيين عبد العزيز بلخادم على رأس الحكومة وشكلت في 4 جوان 2007.

## تشكيلة الحكومة

### رئيس الحكومة
| الصورة | الحقيبة الوزارية      | الاسم             |  | الحزب               |
| ------ | --------------------- | ----------------- |  | ------------------- |
|        | رئيس الحكومة الجزائري | عبد العزيز بلخادم |  | جبهة التحرير الوطني |

### الوزراء
| الصورة | الحقيبة الوزارية                              | الاسم               |  | الحزب |
| ------ | --------------------------------------------- | ------------------- |  | ----- |
|        | (رئيس الجمهورية الجزائرية) وزير الدفاع الوطني | عبد العزيز بوتفليقة |  |       |

#### وزراء الدولة
| ترقيم | الصورة | الحقيبة الوزارية                              | الاسم                        |  | الحزب               |
| ----- | ------ | --------------------------------------------- | ---------------------------- |  | ------------------- |
| 01    |        | وزير الدولة، وزير الداخلية و الجماعات المحلية | نور الدين زرهوني المدعو يزيد |  | جبهة التحرير الوطني |
| 02    |        | وزير الدولة                                   | سلطاني بوقرة                 |  | حركة مجتمع السلم    |

#### وزراء
| ترقيم | الصورة | الحقيبة الوزارية                                              | الاسم                  |  | الحزب                              |
| ----- | ------ | ------------------------------------------------------------- | ---------------------- |  | ---------------------------------- |
| 03    |        | وزير الشؤون الخارجية                                          | مراد مدلسي             |  | التجمع الوطني الديمقراطي           |
| 04    |        | وزير العدل، حافظ الأختام                                      | الطيب بلعيز            |  |                                    |
| 05    |        | وزير المالية                                                  | كريم جودي              |  |                                    |
| 06    |        | وزير الطاقة والمناجم                                          | شكيب خليل              |  |                                    |
| 07    |        | وزير المـوارد المائية                                         | عبد المالك سلال        |  |                                    |
| 08    |        | وزير الصناعة وترقية الاستثمارات                               | حميد طمار              |  | جبهة التحرير الوطني                |
| 09    |        | وزير التجارة                                                  | الهاشمي جعبوب          |  | حركة مجتمع السلم                   |
| 10    |        | وزير الشؤون الدينية و الأوقاف                                 | أبو عبد الله غلام الله |  | التجمع الوطني الديمقراطي           |
| 11    |        | وزير المجاهدين                                                | محمد الشريف عباس       |  | جبهة التحرير الوطني                |
| 12    |        | وزير التهيئة العمرانية و البيئة و السياحة                     | شريف رحماني            |  | التجمع الوطني الديمقراطي           |
| 13    |        | وزير النقل                                                    | محمد مغلاوي            |  | التجمع الوطني الديمقراطي           |
| 14    |        | وزير التربية الوطنية                                          | أبو بكر بن بوزيد       |  | التجمع الوطني الديمقراطي           |
| 15    |        | وزير الفلاحة                                                  | السعيد بركات           |  |                                    |
| 16    |        | وزير الأشغال العمومية                                         | عمار غول               |  | حركة مجتمع السلم                   |
| 17    |        | وزير الصحة والسكان وإصلاح المستشفيات                          | عمار تو                |  | جبهة التحرير الوطني                |
| 18    |        | وزيرة الثقافة                                                 | خليدة تومي             |  | التجمع من أجل الثقافة والديمقراطية |
| 19    |        | وزير الاتصال                                                  | عبد الرشيد بوكرزازة    |  | جبهة التحرير الوطني                |
| 20    |        | وزير المؤسسات والصناعات الصغيرة والمتوسطة و الصناعة التقليدية | مصطفى بن بادة          |  | حركة مجتمع السلم                   |
| 21    |        | وزير التعليم العالي والبحث العلمي                             | رشيد حراوبية           |  | جبهة التحرير الوطني                |
| 22    |        | وزير البريد و تكنولوجيات الإعلام و الاتصال                    | بوجمعة هيشور           |  | جبهة التحرير الوطني                |
| 23    |        | وزير مكلف بالعلاقات مع البرلمان                               | محمود خذري             |  |                                    |
| 24    |        | وزير التكوين و التعليم المهنيين                               | الهادي خالدي           |  |                                    |
| 25    |        | وزير السكن والعمران                                           | نور الدين موسى         |  |                                    |
| 26    |        | وزير العمل و التشغيل و الضمان الاجتماعي                       | الطيب لوح              |  | جبهة التحرير الوطني                |
| 27    |        | وزير التضامن الوطني                                           | جمال ولد عباس          |  | جبهة التحرير الوطني                |
| 28    |        | وزير الصيد البحري و الموارد الصيدية                           | اسماعيل ميمون          |  | حركة مجتمع السلم                   |
| 29    |        | وزير الشباب والرياضة                                          | الهاشمي جيار           |  |                                    |
| 30    |        | وزير، أمين عام للحكومة                                        | أحمد نوي               |  |                                    |

#### وزراء منتدبون
| ترقيم | الصورة | الحقيبة الوزارية                                                                   | الاسم              |  | الحزب               |
| ----- | ------ | ---------------------------------------------------------------------------------- | ------------------ |  | ------------------- |
| 01    |        | وزير منتدب لدى وزير الدفاع الوطني                                                  | عبد المالك قنايزية |  |                     |
| 02    |        | وزير منتدب لدى وزير الدولة، وزير الداخلية والجماعات المحلية مكلف بالجماعات المحلية | دحو ولد قابلية     |  | جبهة التحرير الوطني |
| 03    |        | وزير منتدب لدى وزير الدولة، وزير الشؤون الخارجية مكلف بالشؤون المغاربية والإفريقية | عبد القادر مساهل   |  | جبهة التحرير الوطني |
| 04    |        | وزيرة منتدبة لدى رئيس الحكومة، مكلفة بالأسرة وقضايا المرأة                         | نوارة سعدية جعفر   |  |                     |
| 05    |        | وزيرة منتدبة لدى وزير المالية مكلفة بإصلاح المالية                                 | فتيحة منتوري       |  |                     |
| 06    |        | وزير منتدب لدى وزير الفلاحة والتنمية الريفية، مكلف بالتنمية الريفية                | رشيد بن عيسى       |  |                     |
| 07    |        | وزيرة منتدبة لدى وزير التعليم العالي والبحث العلمي مكلفة بالبحث العلمي             | سعاد بن جاب الله   |  |                     |